# ポルフュロゲネトスの宮殿
ポルフュロゲネトスの宮殿 (ギリシア語: το παλάτι τοῦ Πορφυρογεννήτου,英語: Palace of the Porphyrogenitus)は、13世紀後半にコンスタンティノープル（現イスタンブール）北西部に建設された、ビザンツ帝国の宮殿。

## 概要
トルコ語ではテクフル・サラユ (トルコ語: Tekfur Sarayı  「テクフル（君主）の宮殿」の意)と呼ばれる。ブラケルナエ宮殿の一部として建設されたこの宮殿は、ボウコレオン宮殿遺跡、コンスタンティノープル大宮殿遺跡などとともにコンスタンティノープルに残る数少ない宮殿遺跡であり、またビザンツ時代の建築を今に伝える建造物としても貴重である。

## 歴史
ポルフュロゲネトスの宮殿は、13世紀後半もしくは14世紀前半にブラケルナエ宮殿の一部として建設され、ブラケルナエ地区におけるテオドシウスの城壁の一部を構成した。その名からすると一見して10世紀の皇帝コンスタンティノス7世ポルフュロゲネトスと関連があるように見えるが、実際には彼より数百年も後に建設され、ミカエル8世パレオロゴスの息子コンスタンティノス・パレオロゴスにちなんで名付けられたものである。ポルフュロゲネトスとは「紫に生まれる」という意味で、皇帝になるべくして生まれた皇子を指す。ポルフュロゲネトスの宮殿は、ビザンツ帝国末期の皇帝の住居として用いられた。
ポルフュロゲネトスの宮殿は、1453年のコンスタンティノープル陥落の際に大きな被害を受けた。16世紀から17世紀にかけてはスルターンの動物園の一部として使われたが、17世紀末までに動物はいなくなり、宮殿は売春宿となった。1719年、ここにテクフル・サラユ陶器工房が生まれた。ここで製造されたセラミックタイルはイズニクタイルに似ているが、ヨーロッパのデザインや色彩の影響も強い。この工房は5つの窯を持ち、陶器の器や皿も製造していた。しかしこの工房も1世紀ほどで営業を終え、19世紀前半にはポルフュロゲネトスの宮殿はイスタンブールに住むユダヤ人のための救貧院となった。20世紀前半に一時期ボトル工場になったが、間もなく放棄された。最終的に、正面の一部の手の込んだレンガ・石造りの建築だけが残り、今にビザンティン建築を伝えている。2015年3月に改修工事が完了し、現在では屋根とガラス窓がついている。

## 建築の特徴
ポルフュロゲネトスの宮殿は、テオドシウスの城壁の北端の内壁・外壁間に建つ、3層構造の大規模な宮殿である。地上階は4つのアーチに支えられたアーケードになっており、そこから中庭に入って見上げると、2階に5つの大きな窓を見ることが出来る。最上階はテオドシウスの城壁より高く、四方すべてに窓がある。東側にはバルコニーの一部が残っている。建設当時の屋根や床はすべて無くなっている。残存している壁を見ると、赤いレンガと白い大理石を組み合わせた、ビザンティン建築後期に典型的な幾何学的デザインが施されている。

## ギャラリー

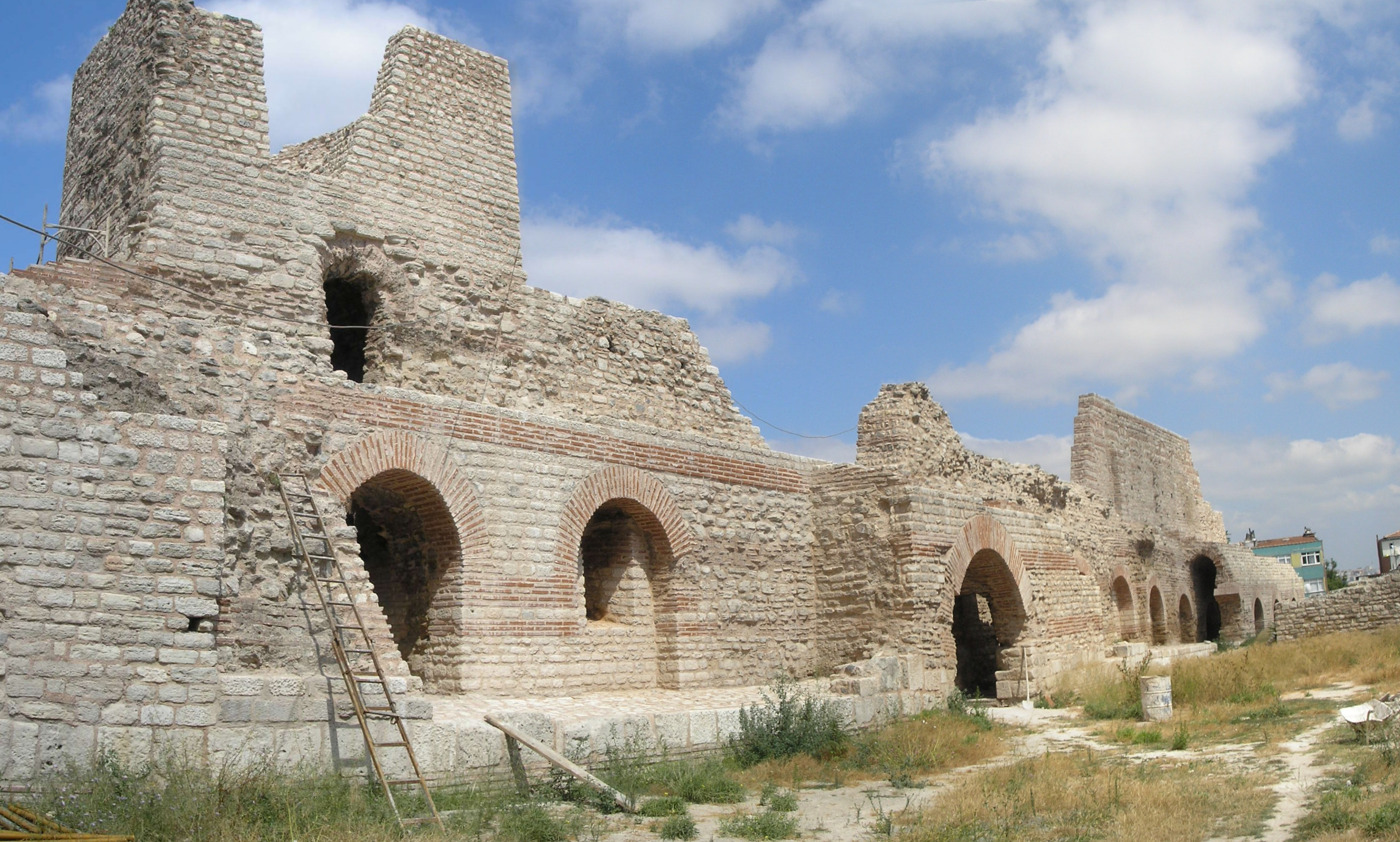
中庭から見た宮殿の壁
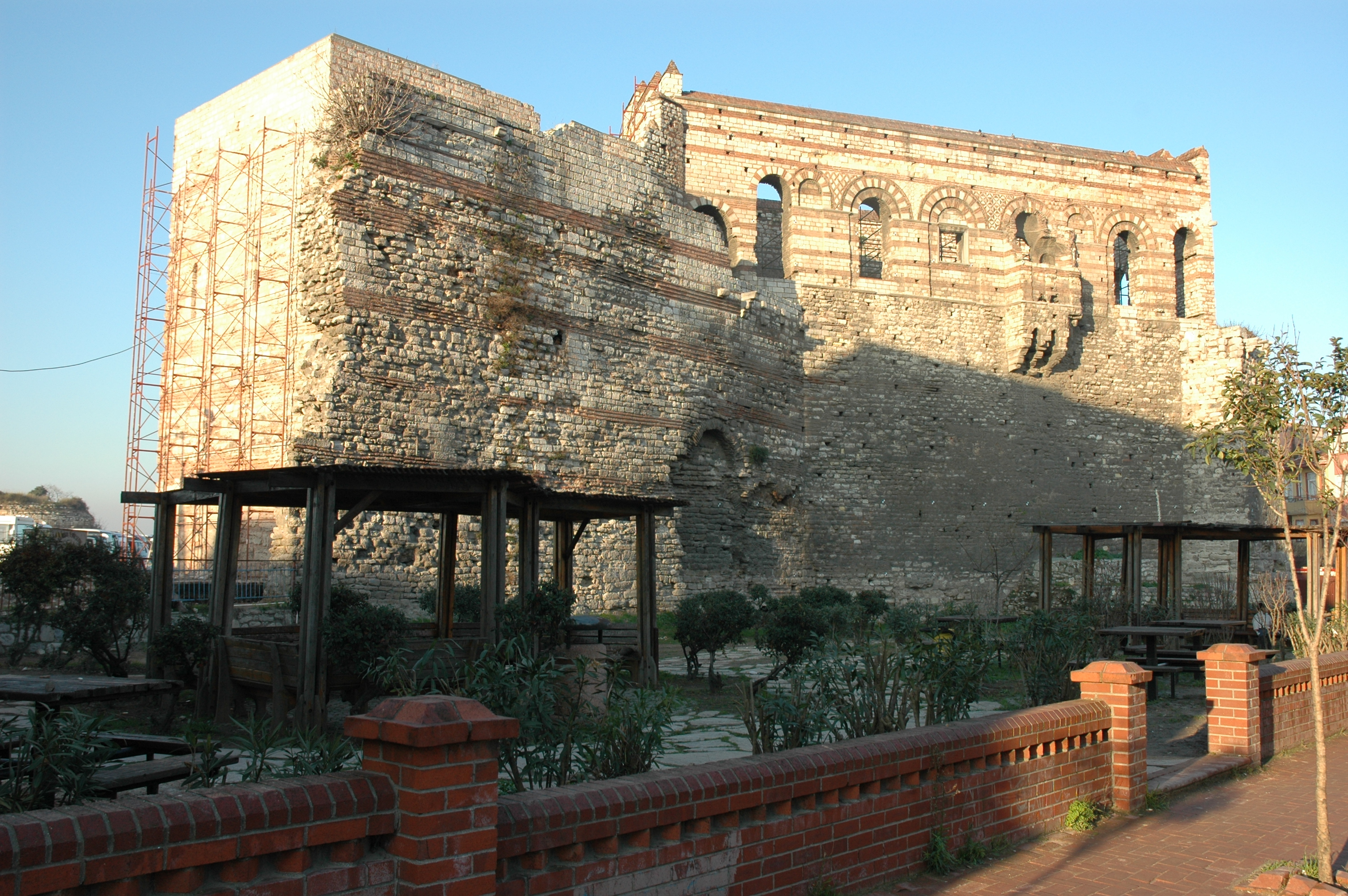
聖堂の遺跡（南壁）
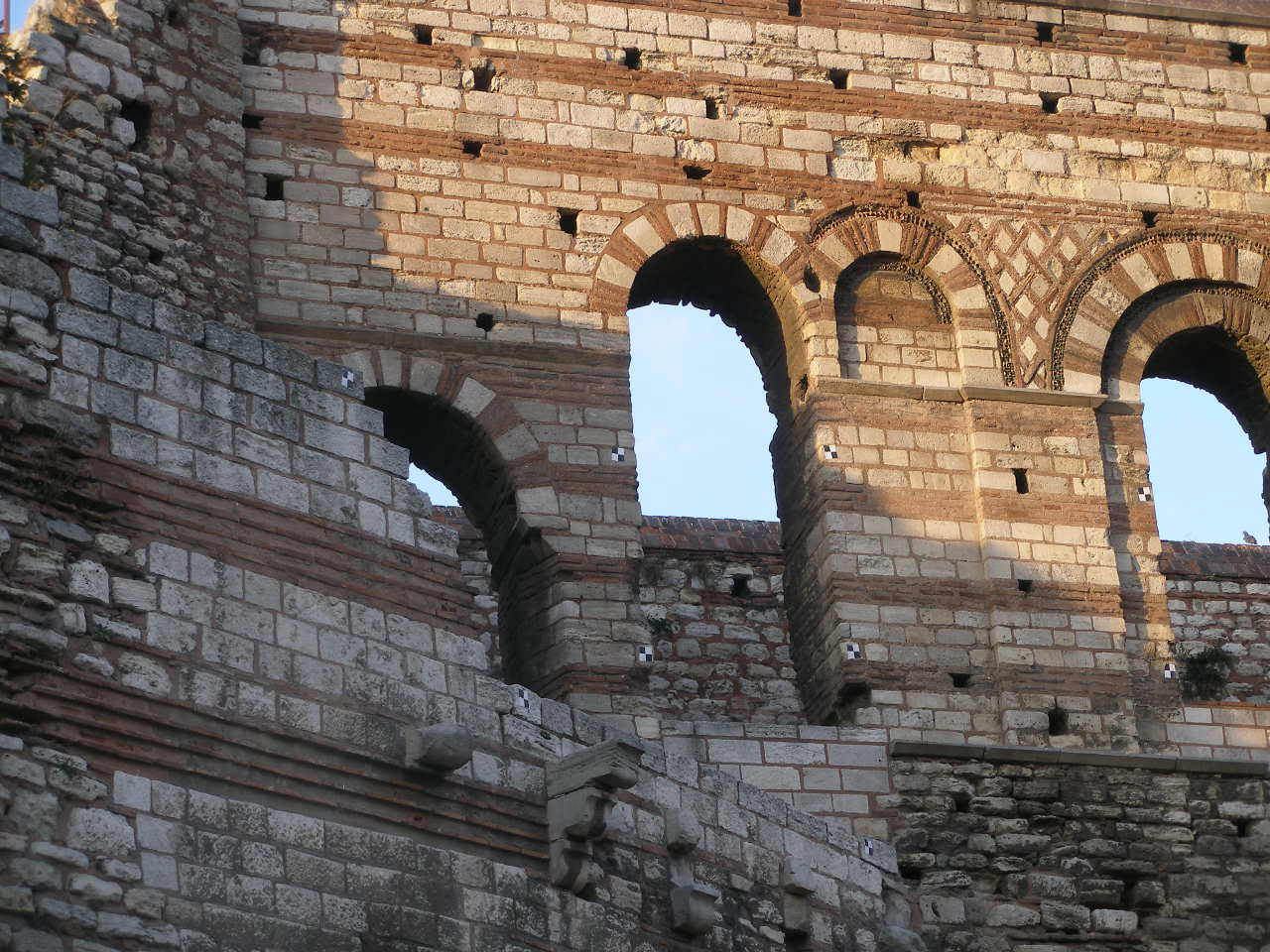
大理石による装飾（南壁）
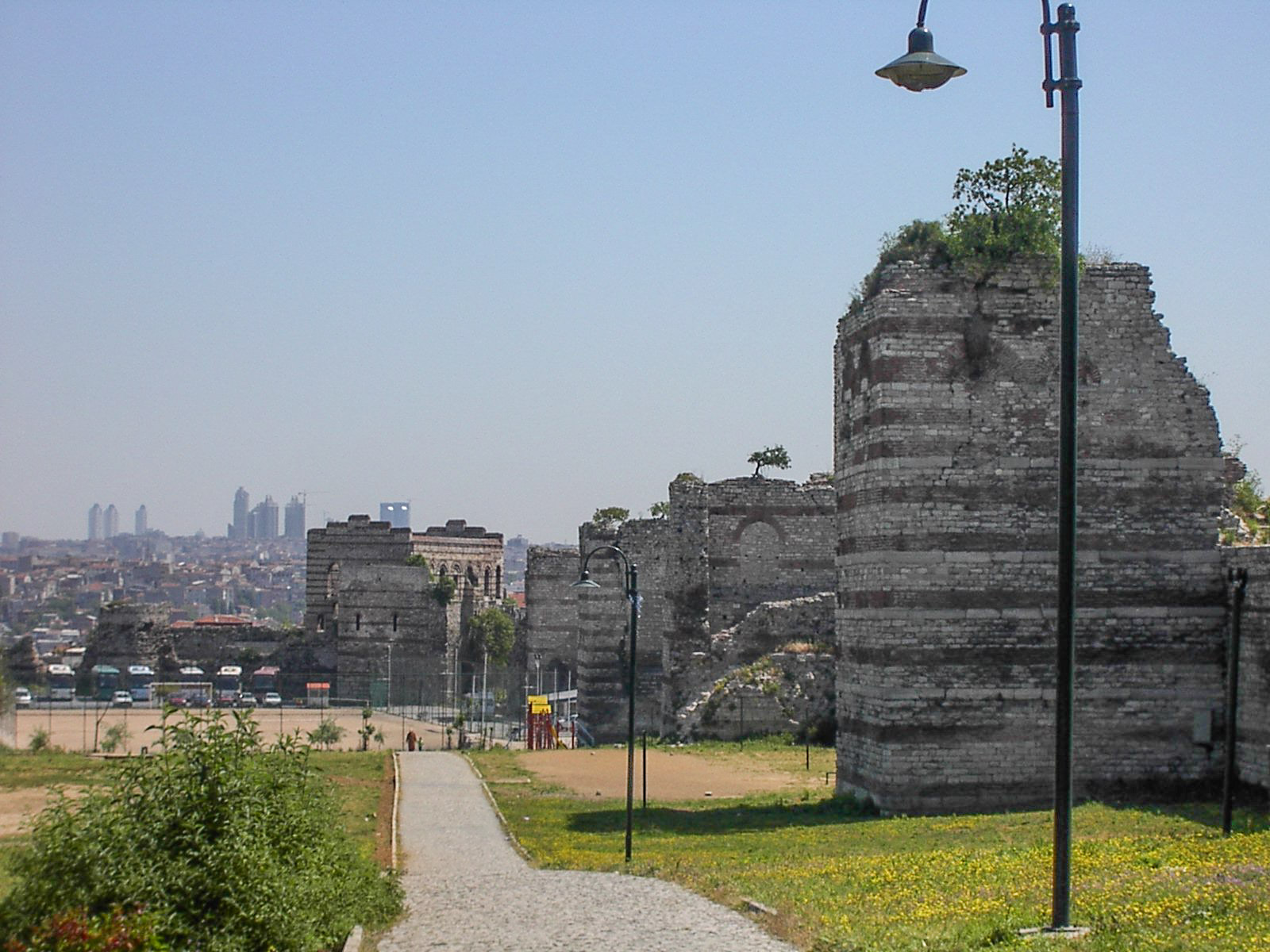
背後から眺めたポルフュロゲネトスの宮殿。手前はテオドシウスの城壁。
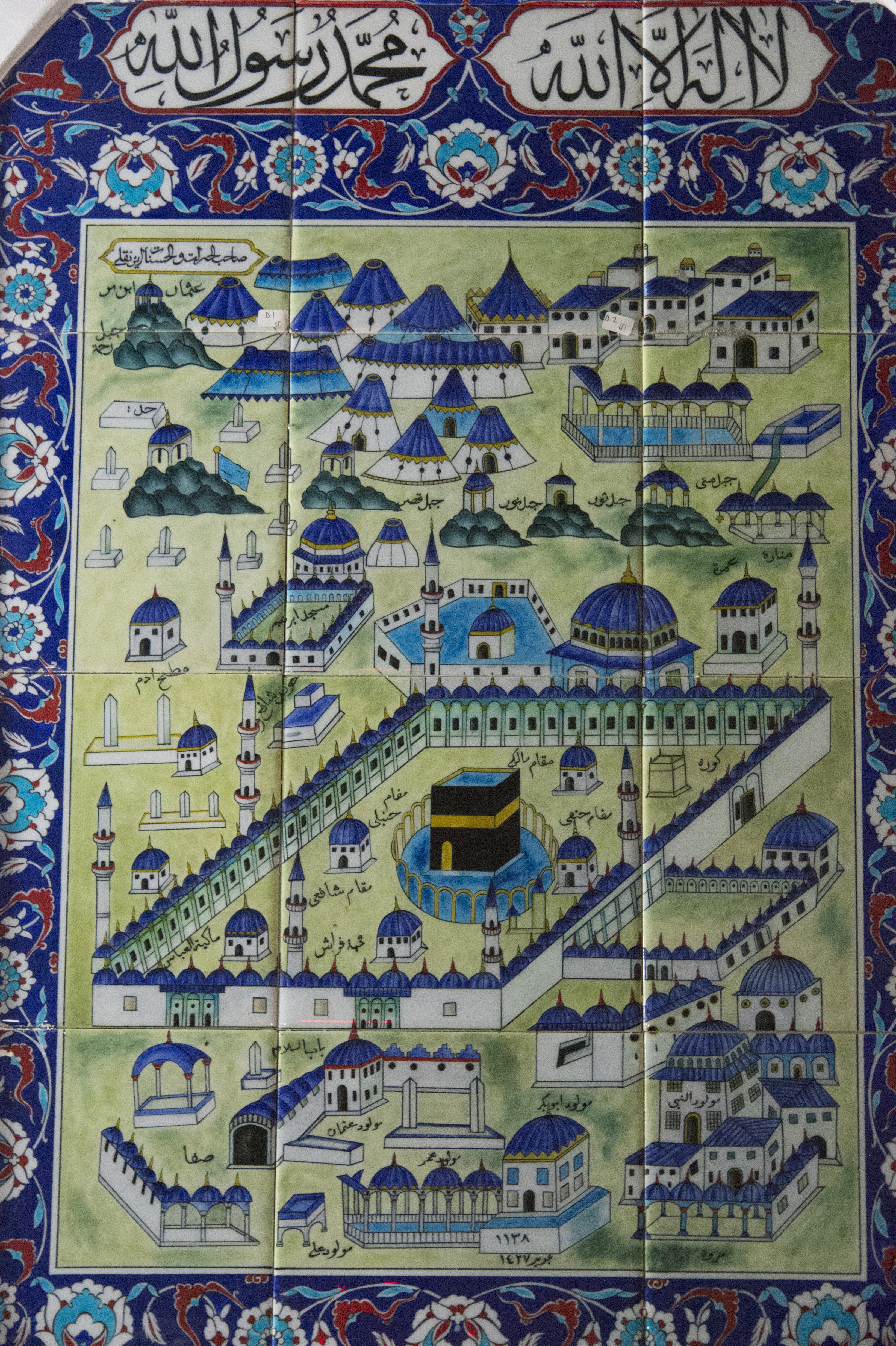
テクフル・サラユ工房で製造されたジェゼリ・カシム・パシャモスクのタイル